# Monique Arabian
Monique Arabian (* um 1943; † 19. Dezember 2023) war eine französische Balletttänzerin und -lehrerin.

## Leben und Wirken
Arabian studierte bei Youra Tchérémessinoff, einem Schüler von Vera Trefilova und Lubov Egorova. Sie begann ihre Laufbahn in Zürich, wo sie unter der Leitung von Nicholas Beriozoff Solorollen in Stücken wie Dornröschen, Schwanensee, Roméo et Juliette, Les Sylphides und Don Quichotte erhielt.
Hanna Voos engagierte sie 1968 als Solotänzerin an das Ballet de Wallonie. Hier tanzte sie in Dornröschen, La Favorite und Daphnis et Chloé nach der Choreographie von Boris Skibine sowie Francesca da Rimini und Roméo et Juliette unter dem Choreographen Boris Tonin. Auf Einladung von Jean Dorcy tanzte sie in Paris den Sterbenden Schwan und Carlotta Grisis Part in Pas de Quatre in der Choreographie von Anton Dolin.
Als Gast des Jugoslawischen Nationalballetts übernahm sie unter dem Choreographen Tonin Hauptrollen in Ballettaufführungen von Dornröschen, der Symphonie Fantastique, dem Feuervogel und der Achten Sinfonie von Dvorak. Auf einer Tournee des Balletts durch Belgien, Holland und Jugoslawien war sie die Partnerin von Milorad Miskovich in der Symphonie Phantastique. Nach Auftritten als Odile in Schwanensee in Deutschland und der Schweiz tanzte sie in Italien im Feuervogel und den Variationen von Miloslav Kabeláč.
Jean Giuliano lud sie nach Toulouse zu Aufführungen von Pulcinella und den Geschöpfen des Prometheus ein. Mit Cyril Atanassoff trat sie als Fee Dragee in Der Nussknacker auf. Nach einem Unfall musste sie ihre Laufbahn als Tänzerin aufgeben und gründete in Paris die Académie Chaptal, an der u. a. die Primaballerina der Pariser Oper, Suzanne Lorcia, Daniel Franck, Professor an der Ballettschule der Pariser Oper, Nora Kiss und ab 2000 auch Jean Giuliano unterrichten.
Sie starb am 19. Dezember 2023 im Alter von 80 Jahren.

## Weblink
- Académie Chaptal